# Wohnsiedlung Tobelhof
Die Wohnsiedlung Tobelhof ist eine kommunale Wohnsiedlung der Stadt Zürich im Quartier Hottingen, die 1969 bezugsbereit war.

## Bauwerk
Die Siedlung besteht aus drei Mehrfamilienhäusern mit Flachdach, die in einer Zeile entlang der Tobelhofstrasse stehen. Sie wurde in den 1960er-Jahren für Waldarbeiter gebaut und sollte so die Arbeit beim städtischen Forstamt attraktiver machen. Die zwei- bis dreigeschossigen Häuser haben zusammen 15 Wohnungen, wovon sieben 4 1⁄2-Zimmer-Wohnungen sind. Die Siedlung erhielt 1998 neue Küchen und Bäder, 2009 wurde die Fassade renoviert.